# Amata xanthograpta
Amata xanthograpta là một loài bướm đêm thuộc phân họ Arctiinae, họ Erebidae.